# Liste des choix de repêchages des Flames de Calgary
Cette liste contient tous les joueurs de hockey sur glace ayant été repêchés par les Flames de Calgary, franchise de la Ligue nationale de hockey. Les joueurs listés ci-dessus n'ont pas obligatoirement joué un match sous le maillot de l'équipe.
Elle regroupe les joueurs depuis le Repêchage de 1980 organisé par la LNH en 1979-1980, jusqu’à aujourd’hui. Il s’agit du premier repêchage de l’histoire de la LNH,. Les joueurs sont classés par année de repêchage. Les deux premières colonnes donnent le rang et le tour duquel le joueur a été repêché suivis de son nom, de sa nationalité et de sa position de jeu.

## Les repêchages d'entrée

### 1980
| No  | Tour | Nom             | Nationalité | Position      |
| --- | ---- | --------------- | ----------- | ------------- |
| 13  | 1er  | Denis Cyr       | Canada      | Ailier droit  |
| 31  | 2e   | Tony Curtale    | États-Unis  | Défenseur     |
| 32  | 2e   | Kevin LaVallée  | Canada      | Ailier gauche |
| 39  | 2e   | Steve Konroyd   | Canada      | Défenseur     |
| 76  | 4e   | Marc Roy        | Canada      | Ailier droit  |
| 97  | 5e   | Randy Turnbull  | Canada      | Défenseur     |
| 118 | 6e   | John Multan     | Canada      | Ailier droit  |
| 139 | 7e   | Dave Newsom     | Canada      | Ailier gauche |
| 160 | 8e   | Claude Drouin   | Canada      | Centre        |
| 181 | 9e   | Håkan Loob      | Suède       | Centre        |
| 202 | 10e  | Steven Fletcher | Canada      | Défenseur     |

### 1981
| No  | Tour | Nom             | Nationalité | Position       |
| --- | ---- | --------------- | ----------- | -------------- |
| 15  | 1er  | Al MacInnis     | Canada      | Défenseur      |
| 56  | 3e   | Mike Vernon     | Canada      | Gardien de but |
| 78  | 4e   | Peter Madach    | Suède       | Centre         |
| 99  | 5e   | Mario Simioni   | Canada      | Ailier droit   |
| 120 | 6e   | Todd Hooey      | Canada      | Ailier droit   |
| 141 | 7e   | Rick Heppner    | États-Unis  | Défenseur      |
| 162 | 8e   | Dale DeGray     | Canada      | Défenseur      |
| 183 | 9e   | George Boudreau | États-Unis  | Défenseur      |
| 204 | 10e  | Bruce Eakin     | Canada      | Centre         |

### 1982
| No  | Tour | Nom            | Nationalité | Position       |
| --- | ---- | -------------- | ----------- | -------------- |
| 29  | 2e   | Dave Reierson  | Canada      | Défenseur      |
| 51  | 3e   | Jim Laing      | États-Unis  | Défenseur      |
| 65  | 4e   | Dave Meszaros  | Canada      | Gardien de but |
| 72  | 4e   | Mark Lamb      | Canada      | Centre         |
| 93  | 5e   | Lou Kiriakou   | Canada      | Défenseur      |
| 114 | 6e   | Jeff Vaive     | Canada      | Centre         |
| 118 | 6e   | Mats Kihlström | Suède       | Défenseur      |
| 135 | 7e   | Brad Ramsden   | Canada      | Ailier droit   |
| 156 | 8e   | Roy Myllari    | Canada      | Défenseur      |
| 177 | 9e   | Ted Pearson    | Canada      | Ailier gauche  |
| 198 | 10e  | Jim Uens       | Canada      | Centre         |
| 219 | 11e  | Rick Erdall    | États-Unis  | Centre         |
| 240 | 12e  | Dale Thompson  | Canada      | Ailier droit   |

### 1983
| No  | Tour | Nom             | Nationalité      | Position       |
| --- | ---- | --------------- | ---------------- | -------------- |
| 13  | 1er  | Dan Quinn       | Canada           | Centre         |
| 51  | 3e   | Brian Bradley   | Canada           | Centre         |
| 55  | 3e   | Perry Berezan   | Canada           | Centre         |
| 66  | 4e   | John Bekkers    | Canada           | Centre         |
| 71  | 4e   | Kevan Guy       | Canada           | Défenseur      |
| 77  | 4e   | Bill Claviter   | États-Unis       | Ailier gauche  |
| 91  | 5e   | Igor Liba       | Tchécoslovaquie  | Ailier gauche  |
| 111 | 6e   | Grant Blair     | Canada           | Gardien de but |
| 131 | 7e   | Jeff Hogg       | Canada           | Gardien de but |
| 151 | 8e   | Chris MacDonald | Canada           | Défenseur      |
| 171 | 9e   | Rob Kivell      | Canada           | Défenseur      |
| 191 | 10e  | Tom Pratt       | États-Unis       | Défenseur      |
| 211 | 11e  | Jaroslav Benák  | Tchécoslovaquie  | Ailier gauche  |
| 231 | 12e  | Sergueï Makarov | Union soviétique | Ailier droit   |

### 1984
| No  | Tour | Nom             | Nationalité     | Position      |
| --- | ---- | --------------- | --------------- | ------------- |
| 12  | 1er  | Gary Roberts    | Canada          | Ailier gauche |
| 33  | 2e   | Ken Sabourin    | Canada          | Défenseur     |
| 38  | 2e   | Paul Ranheim    | États-Unis      | Ailier gauche |
| 75  | 4e   | Petr Rosol      | Tchécoslovaquie | Ailier droit  |
| 96  | 5e   | Joel Paunio     | Finlande        | Ailier gauche |
| 117 | 6e   | Brett Hull      | Canada          | Ailier droit  |
| 138 | 7e   | Kevan Melrose   | Canada          | Défenseur     |
| 159 | 8e   | Jiří Hrdina     | Tchécoslovaquie | Centre        |
| 180 | 9e   | Gary Suter      | États-Unis      | Défenseur     |
| 200 | 10e  | Petr Rucka      | Tchécoslovaquie | Centre        |
| 221 | 11e  | Stefan Jonsson  | Suède           | Défenseur     |
| 241 | 12e  | Rudolf Suchánek | Tchécoslovaquie | Défenseur     |

### 1985
| No  | Tour | Nom                  | Nationalité          | Position      |
| --- | ---- | -------------------- | -------------------- | ------------- |
| 17  | 1er  | Chris Biotti         | États-Unis           | Défenseur     |
| 27  | 2e   | Joe Nieuwendyk       | Canada               | Centre        |
| 38  | 2e   | Jeff Wenaas          | Canada               | Centre        |
| 59  | 3e   | Lane MacDonald       | États-Unis           | Ailier gauche |
| 80  | 4e   | Roger Johansson      | Suède                | Défenseur     |
| 101 | 5e   | Esa Keskinen         | Finlande             | Centre        |
| 122 | 6e   | Tim Sweeney          | États-Unis           | Ailier droit  |
| 143 | 7e   | Stu Grimson          | Canada               | Ailier gauche |
| 164 | 8e   | Nate Smith           | États-Unis           | Défenseur     |
| 185 | 9e   | Darryl Olsen         | Canada               | Défenseur     |
| 206 | 10e  | Peter Romberg        | Allemagne de l'Ouest | Défenseur     |
| 227 | 11e  | Aleksandr Kojevnikov | Union soviétique     | Centre        |
| 248 | 12e  | Bill Gregoire        | Canada               | Défenseur     |

### 1986
| No  | Tour | Nom              | Nationalité          | Position       |
| --- | ---- | ---------------- | -------------------- | -------------- |
| 16  | 1er  | George Pelawa    | États-Unis           | Ailier droit   |
| 37  | 2e   | Brian Glynn      | Allemagne de l'Ouest | Défenseur      |
| 79  | 4e   | Tom Quinlan      | États-Unis           | Ailier droit   |
| 100 | 5e   | Scott Bloom      | États-Unis           | Ailier gauche  |
| 121 | 6e   | John Parker      | États-Unis           | Centre         |
| 142 | 7e   | Rick Lessard     | Canada               | Défenseur      |
| 163 | 8e   | Mark Olsen       | États-Unis           | Défenseur      |
| 184 | 9e   | Warren Sharples  | Canada               | Gardien de but |
| 205 | 10e  | Doug Pickell     | Canada               | Ailier gauche  |
| 226 | 11e  | Anders Lindström | Suède                | Centre         |
| 247 | 12e  | Antonín Stavjaňa | Tchécoslovaquie      | Défenseur      |
| 4   | R.S  | Steve MacSwain   | États-Unis           | Ailier droit   |

### 1987
| No  | Tour | Nom               | Nationalité | Position      |
| --- | ---- | ----------------- | ----------- | ------------- |
| 19  | 1er  | Bryan Deasley     | Canada      | Ailier gauche |
| 25  | 2e   | Stéphane Matteau  | Canada      | Ailier gauche |
| 40  | 2e   | Kevin Grant       | Canada      | Défenseur     |
| 61  | 3e   | Scott Mahoney     | Canada      | Ailier gauche |
| 70  | 4e   | Tim Harris        | Canada      | Ailier droit  |
| 103 | 5e   | Tim Corkery       | Canada      | Défenseur     |
| 124 | 6e   | Joe Aloi          | États-Unis  | Défenseur     |
| 145 | 7e   | Peter Ciavaglia   | États-Unis  | Centre        |
| 166 | 8e   | Theoren Fleury    | Canada      | Ailier droit  |
| 187 | 9e   | Mark Osiecki      | États-Unis  | Défenseur     |
| 208 | 10e  | William Sedergren | États-Unis  | Défenseur     |
| 229 | 11e  | Peter Hasselblad  | Suède       | Défenseur     |
| 250 | 12e  | Magnus Svensson   | Suède       | Défenseur     |
| 4   | R.S  | Peter Lappin      | États-Unis  | Ailier droit  |

### 1988
| No  | Tour | Nom               | Nationalité      | Position       |
| --- | ---- | ----------------- | ---------------- | -------------- |
| 21  | 1er  | Jason Muzzatti    | Canada           | Gardien de but |
| 42  | 2e   | Todd Harkins      | États-Unis       | Ailier droit   |
| 84  | 4e   | Gary Socha        | États-Unis       | Ailier gauche  |
| 85  | 5e   | Tomas Forslund    | Suède            | Ailier droit   |
| 90  | 5e   | Scott Matusovich  | États-Unis       | Défenseur      |
| 126 | 6e   | Jonas Bergkvist   | Suède            | Ailier droit   |
| 147 | 7e   | Stefan Nilsson    | Suède            | Ailier droit   |
| 168 | 8e   | Troy Kennedy      | Canada           | Ailier droit   |
| 189 | 9e   | Brett Petersen    | États-Unis       | Défenseur      |
| 210 | 10e  | Guy Darveau       | Canada           | Défenseur      |
| 231 | 11e  | David Tretowicz   | États-Unis       | Défenseur      |
| 252 | 12e  | Sergueï Priakhine | Union soviétique | Ailier gauche  |
| 26  | R.S  | Jerry Tarrant     | États-Unis       | Défenseur      |

### 1989
| No  | Tour | Nom                 | Nationalité      | Position      |
| --- | ---- | ------------------- | ---------------- | ------------- |
| 24  | 2e   | Kent Manderville    | Canada           | Centre        |
| 42  | 2e   | Ted Drury           | États-Unis       | Centre        |
| 50  | 3e   | Veli-Pekka Kautonen | Finlande         | Défenseur     |
| 63  | 3e   | Corey Lyons¨        | Canada           | Ailier gauche |
| 70  | 4e   | Robert Reichel      | Tchécoslovaquie  | Centre        |
| 84  | 4e   | Ryan O'Leary        | États-Unis       | Centre        |
| 105 | 5e   | Toby Kearney        | États-Unis       | Ailier gauche |
| 147 | 7e   | Alex Nikolic        | Canada           | Ailier gauche |
| 168 | 8e   | Kevin Wortman       | États-Unis       | Défenseur     |
| 189 | 9e   | Sergueï Gomoliako   | Union soviétique | Centre        |
| 210 | 10e  | Dan Sawyer          | États-Unis       | Défenseur     |
| 231 | 11e  | Aleksandr Ioudine   | Union soviétique | Défenseur     |
| 252 | 12e  | Kenneth Kennholt    | Suède            | Défenseur     |
| 26  | R.S  | Shawn Heaphy        | Canada           | Centre        |

### 1990
| No  | Tour | Nom               | Nationalité      | Position       |
| --- | ---- | ----------------- | ---------------- | -------------- |
| 11  | 1er  | Trevor Kidd       | Canada           | Gardien de but |
| 26  | 2e   | Nicolas Perreault | Canada           | Défenseur      |
| 32  | 2e   | Vesa Viitakoski   | Finlande         | Ailier gauche  |
| 41  | 2e   | Étienne Belzile   | Canada           | Défenseur      |
| 62  | 3e   | Glen Mears        | États-Unis       | Défenseur      |
| 83  | 4e   | Paul Kruse        | Canada           | Ailier gauche  |
| 125 | 6e   | Chris Tschupp     | États-Unis       | Centre         |
| 146 | 7e   | Dmitri Frolov     | Union soviétique | Défenseur      |
| 167 | 8e   | Shawn Murray      | États-Unis       | Gardien de but |
| 188 | 9e   | Mike Murray       | États-Unis       | Ailier droit   |
| 209 | 10e  | Rob Sumner        | Canada           | Défenseur      |
| 251 | 12e  | Leo Gudas         | Tchécoslovaquie  | Défenseur      |
| 24  | R.S  | Lyle Wildgoose    | Canada           | Ailier gauche  |

### 1991
| No  | Tour | Nom              | Nationalité      | Position       |
| --- | ---- | ---------------- | ---------------- | -------------- |
| 19  | 1er  | Niklas Sundblad  | Suède            | Ailier droit   |
| 41  | 2e   | François Groleau | Canada           | Défenseur      |
| 52  | 3e   | Sandy McCarthy   | Canada           | Ailier droit   |
| 63  | 3e   | Brian Caruso     | Canada           | Ailier gauche  |
| 85  | 4e   | Steven Magnusson | États-Unis       | Centre         |
| 107 | 5e   | Jerome Butler    | États-Unis       | Gardien de but |
| 129 | 6e   | Robert Marshall  | Canada           | Défenseur      |
| 140 | 7e   | Matt Hoffman     | États-Unis       | Ailier gauche  |
| 151 | 7e   | Kelly Harper     | Canada           | Centre         |
| 173 | 8e   | David St. Pierre | Canada           | Centre         |
| 195 | 9e   | David Struch     | Canada           | Centre         |
| 217 | 10e  | Sergueï Zolotov  | Union soviétique | Ailier droit   |
| 239 | 11e  | Marko Jantunen   | Finlande         | Centre         |
| 261 | 12e  | Andreï Trefilov  | Union soviétique | Gardien de but |
| 25  | R.S  | Dean Larson      | Canada           | Centre         |

### 1992
| No  | Tour | Nom                | Nationalité        | Position      |
| --- | ---- | ------------------ | ------------------ | ------------- |
| 6   | 1er  | Cory Stillman      | Canada             | Ailier gauche |
| 30  | 2e   | Chris O'Sullivan   | États-Unis         | Défenseur     |
| 54  | 3e   | Mathias Johansson  | Suède              | Centre        |
| 78  | 4e   | Robert Svehla      | Slovaquie          | Défenseur     |
| 102 | 5e   | Sami Helenius      | Finlande           | Défenseur     |
| 126 | 6e   | Ravil Iakoubov     | Russie             | Centre        |
| 129 | 6e   | Joël Bouchard      | Canada             | Défenseur     |
| 150 | 7e   | Pavel Rajnoha      | République tchèque | Défenseur     |
| 174 | 8e   | Ryan Mulhern       | États-Unis         | Centre        |
| 198 | 9e   | Brandon Carper     | États-Unis         | Défenseur     |
| 222 | 10e  | Jonas Hoglund      | Suède              | Ailier droit  |
| 246 | 11e  | Andreï Potaïtchouk | Russie             | Ailier droit  |
| 6   | R.S  | Jamie O'Brien      | États-Unis         | Défenseur     |

### 1993
| No  | Tour | Nom              | Nationalité | Position      |
| --- | ---- | ---------------- | ----------- | ------------- |
| 18  | 1er  | Jesper Mattsson  | Suède       | Ailier droit  |
| 44  | 2e   | Jamie Allison    | Canada      | Défenseur     |
| 70  | 3e   | Dan Tompkins     | États-Unis  | Ailier gauche |
| 95  | 4e   | Jason Smith      | Canada      | Défenseur     |
| 96  | 4e   | Marty Murray     | Canada      | Centre        |
| 121 | 5e   | Darryl LaFrance  | Canada      | Centre        |
| 122 | 5e   | John Emmons      | États-Unis  | Centre        |
| 148 | 6e   | Andreas Karlsson | Suède       | Centre        |
| 200 | 8e   | Derek Sylvester  | États-Unis  | Ailier droit  |
| 252 | 10e  | Guerman Titov    | Russie      | Centre        |
| 278 | 11e  | Burke Murphy     | Canada      | Ailier gauche |

### 1994
| No  | Tour | Nom               | Nationalité        | Position       |
| --- | ---- | ----------------- | ------------------ | -------------- |
| 19  | 1er  | Chris Dingman     | Canada             | Ailier gauche  |
| 45  | 2e   | Dmitri Riabykine  | Russie             | Défenseur      |
| 77  | 3e   | Chris Clark       | États-Unis         | Ailier droit   |
| 91  | 4e   | Ryan Duthie       | Canada             | Centre         |
| 97  | 4e   | Johan Finnström   | Suède              | Défenseur      |
| 107 | 5e   | Nils Ekman        | Suède              | Ailier droit   |
| 123 | 5e   | Frank Appel       | Allemagne          | Défenseur      |
| 149 | 6e   | Patrik Haltia     | Suède              | Gardien de but |
| 175 | 7e   | Ladislav Kohn     | République tchèque | Ailier droit   |
| 201 | 8e   | Keith McCambridge | Canada             | Défenseur      |
| 227 | 9e   | Jörgen Jönsson    | Suède              | Centre         |
| 253 | 10e  | Mike Peluso       | États-Unis         | Ailier droit   |
| 279 | 11e  | Pavel Torgaïev    | Russie             | Centre         |

### 1995
| No  | Tour | Nom             | Nationalité | Position      |
| --- | ---- | --------------- | ----------- | ------------- |
| 20  | 1er  | Denis Gauthier  | Canada      | Défenseur     |
| 46  | 2e   | Pavel Smirnov   | Russie      | Centre        |
| 72  | 3e   | Rocky Thompson  | Canada      | Défenseur     |
| 98  | 4e   | Dan Labraaten   | Suède       | Ailier gauche |
| 150 | 6e   | Clarke Wilm     | Canada      | Centre        |
| 176 | 7e   | Ryan Gillis     | Canada      | Défenseur     |
| 233 | 9e   | Steve Shirreffs | États-Unis  | Défenseur     |

### 1996
| No  | Tour | Nom                | Nationalité        | Position      |
| --- | ---- | ------------------ | ------------------ | ------------- |
| 13  | 1er  | Derek Morris       | Canada             | Défenseur     |
| 39  | 2e   | Travis Brigley     | Canada             | Ailier gauche |
| 40  | 2e   | Steve Bégin        | Canada             | Ailier gauche |
| 73  | 3e   | Dmitri Vlasenkov   | Russie             | Ailier gauche |
| 89  | 4e   | Toni Lydman        | Finlande           | Défenseur     |
| 94  | 4e   | Christian Lefebvre | Canada             | Défenseur     |
| 122 | 5e   | Josef Straka       | République tchèque | Centre        |
| 202 | 8e   | Ryan Wade          | Canada             | Ailier droit  |
| 228 | 9e   | Ronald Petrovický  | Slovaquie          | Ailier droit  |

### 1997
| No  | Tour | Nom             | Nationalité | Position       |
| --- | ---- | --------------- | ----------- | -------------- |
| 6   | 1er  | Daniel Tkaczuk  | Canada      | Centre         |
| 32  | 2e   | Evan Lindsay    | Canada      | Gardien de but |
| 42  | 2e   | John Tripp      | Allemagne   | Ailier droit   |
| 51  | 2e   | Dmitri Kokorev  | Russie      | Défenseur      |
| 60  | 3e   | Derek Schutz    | Canada      | Centre         |
| 70  | 3e   | Erik Andersson  | Suède       | Ailier droit   |
| 92  | 4e   | Chris St. Croix | États-Unis  | Défenseur      |
| 100 | 4e   | Ryan Ready      | Canada      | Ailier gauche  |
| 113 | 5e   | Martin Moise    | Canada      | Ailier gauche  |
| 140 | 6e   | Ilja Demidov    | Russie      | Défenseur      |
| 167 | 7e   | Jeremy Rondeau  | Canada      | Ailier gauche  |
| 233 | 9e   | Dustin Paul     | Canada      | Ailier droit   |

### 1998
| No  | Tour | Nom            | Nationalité        | Position       |
| --- | ---- | -------------- | ------------------ | -------------- |
| 6   | 1er  | Rico Fata      | Canada             | Ailier gauche  |
| 33  | 2e   | Blair Betts    | Canada             | Centre         |
| 62  | 3e   | Paul Manning   | Canada             | Défenseur      |
| 102 | 4e   | Shaun Sutter   | Canada             | Centre         |
| 108 | 4e   | Dany Sabourin  | Canada             | Gardien de but |
| 120 | 5e   | Brent Gauvreau | Canada             | Ailier droit   |
| 192 | 7e   | Radek Duda     | République tchèque | Ailier droit   |
| 206 | 8e   | Jonas Frögren  | Suède              | Défenseur      |
| 234 | 9e   | Kevin Mitchell | États-Unis         | Défenseur      |

### 1999
| No  | Tour | Nom              | Nationalité | Position       |
| --- | ---- | ---------------- | ----------- | -------------- |
| 11  | 1er  | Oleg Saprykine   | Russie      | Ailier gauche  |
| 38  | 2e   | Dan Cavanaugh    | États-Unis  | Centre         |
| 77  | 3e   | Craig Anderson   | États-Unis  | Gardien de but |
| 106 | 4e   | Roman Rozakov    | Russie      | Défenseur      |
| 135 | 5e   | Matt Doman       | États-Unis  | Ailier droit   |
| 153 | 5e   | Jesse Cook       | États-Unis  | Défenseur      |
| 166 | 6e   | Cory Pecker      | Canada      | Ailier droit   |
| 170 | 6e   | Matt Underhill   | Canada      | Gardien de but |
| 190 | 7e   | Blair Stayzer    | Canada      | Ailier gauche  |
| 252 | 9e   | Dmitri Kirilenko | Russie      | Centre         |

### 2000
| No  | Tour | Nom            | Nationalité        | Position       |
| --- | ---- | -------------- | ------------------ | -------------- |
| 9   | 1er  | Brent Krahn    | Canada             | Gardien de but |
| 40  | 2e   | Kurtis Foster  | Canada             | Défenseur      |
| 46  | 2e   | Jarret Stoll   | Canada             | Centre         |
| 116 | 4e   | Levente Szuper | Hongrie            | Gardien de but |
| 141 | 5e   | Wade Davis     | Canada             | Défenseur      |
| 155 | 5e   | Travis Moen    | Canada             | Ailier gauche  |
| 176 | 6e   | Jukka Hentunen | Finlande           | Ailier droit   |
| 239 | 8e   | David Hajek    | République tchèque | Défenseur      |
| 270 | 9e   | Micki DuPont   | Canada             | Défenseur      |

### 2001
| No  | Tour | Nom                 | Nationalité | Position       |
| --- | ---- | ------------------- | ----------- | -------------- |
| 14  | 1er  | Chuck Kobasew       | Canada      | Ailier droit   |
| 41  | 2e   | Andreï Taratoukhine | Russie      | Centre         |
| 56  | 2e   | Andreï Medvedev     | Russie      | Gardien de but |
| 108 | 4e   | Tomi Mäki           | Finlande    | Ailier droit   |
| 124 | 4e   | Iegor Chastine      | Ukraine     | Attaquant      |
| 145 | 5e   | James Hakewell      | États-Unis  | Défenseur      |
| 164 | 5e   | Iouri Troubatchiov  | Russie      | Centre         |
| 207 | 7e   | Garrett Bembridge   | Canada      | Ailier droit   |
| 220 | 7e   | David Moss          | États-Unis  | Ailier gauche  |
| 233 | 8e   | Joe Campbell        | États-Unis  | Défenseur      |
| 251 | 8e   | Ville Hamalainen    | Finlande    | Attaquant      |

### 2002
| No  | Tour | Nom                 | Nationalité        | Position       |
| --- | ---- | ------------------- | ------------------ | -------------- |
| 10  | 1er  | Eric Nystrom        | États-Unis         | Ailier gauche  |
| 39  | 2e   | Brian McConnell     | États-Unis         | Centre         |
| 90  | 3e   | Matthew Lombardi    | Canada             | Centre         |
| 112 | 4e   | Yuri Artemenov      | Russie             | Attaquant      |
| 141 | 5e   | Jiri Cetkovsky      | République tchèque | Centre         |
| 142 | 5e   | Emanuel Peter       | Suisse             | Centre         |
| 146 | 5e   | Victor Bobrov       | Russie             | Attaquant      |
| 159 | 5e   | Kristopher Persson  | Suède              | Ailier droit   |
| 176 | 6e   | Curtis McElhinney   | Canada             | Gardien de but |
| 206 | 7e   | David Van der Gulik | Canada             | Ailier droit   |
| 207 | 7e   | Pierre Johnson      | Suède              | Défenseur      |
| 238 | 8e   | Jyri Marttinen      | Finlande           | Défenseur      |

### 2003
| No  | Tour | Nom              | Nationalité | Position      |
| --- | ---- | ---------------- | ----------- | ------------- |
| 9   | 1er  | Dion Phaneuf     | Canada      | Défenseur     |
| 39  | 2e   | Tim Ramholt      | Suisse      | Défenseur     |
| 97  | 3e   | Ryan Donnally    | Canada      | Ailier gauche |
| 112 | 4e   | Jamie Tardif     | Canada      | Ailier droit  |
| 143 | 5e   | Greg Moore       | États-Unis  | Ailier droit  |
| 173 | 6e   | Tyler Johnson    | Canada      | Centre        |
| 206 | 7e   | Thomas Bellemare | Canada      | Défenseur     |
| 240 | 8e   | Cam Cunning      | Canada      | Ailier gauche |
| 270 | 9e   | Kevin Harvey     | Canada      | Ailier gauche |

### 2004
| No  | Tour | Nom            | Nationalité | Position       |
| --- | ---- | -------------- | ----------- | -------------- |
| 24  | 1er  | Kris Chucko    | Canada      | Ailier gauche  |
| 70  | 3e   | Brandon Prust  | Canada      | Ailier gauche  |
| 98  | 3e   | Dustin Boyd    | Kazakhstan  | Centre         |
| 118 | 4e   | Aki Seitsonen  | Finlande    | Centre         |
| 121 | 4e   | Kris Hogg      | Canada      | Ailier gauche  |
| 173 | 6e   | Adam Pardy     | Canada      | Défenseur      |
| 182 | 6e   | Fred Wikner    | Suède       | Ailier gauche  |
| 200 | 7e   | Matt Schneider | Canada      | Centre         |
| 213 | 7e   | James Spratt   | États-Unis  | Gardien de but |
| 279 | 9e   | Adam Cracknell | Canada      | Ailier droit   |

### 2005
| No  | Tour | Nom            | Nationalité | Position       |
| --- | ---- | -------------- | ----------- | -------------- |
| 26  | 1er  | Matt Pelech    | Canada      | Défenseur      |
| 69  | 3e   | Gordon Baldwin | Canada      | Défenseur      |
| 74  | 4e   | Daniel Ryder   | Canada      | Centre         |
| 111 | 4e   | J.D. Watt      | Canada      | Ailier droit   |
| 128 | 5e   | Kevin Lalande  | Canada      | Gardien de but |
| 158 | 5e   | Matt Keetley   | Canada      | Gardien de but |
| 179 | 6e   | Brett Sutter   | Canada      | Ailier gauche  |
| 221 | 7e   | Myles Rumsey   | Canada      | Défenseur      |

### 2006
| No  | Tour | Nom             | Nationalité | Position       |
| --- | ---- | --------------- | ----------- | -------------- |
| 26  | 1er  | Leland Irving   | Canada      | Gardien de but |
| 87  | 3e   | John Armstrong  | Canada      | Ailier droit   |
| 89  | 3e   | Aaron Marvin    | États-Unis  | Attaquant      |
| 118 | 4e   | Hugo Carpentier | Canada      | Centre         |
| 149 | 5e   | Juuso Puustinen | Finlande    | Ailier droit   |
| 179 | 6e   | Jordan Fulton   | États-Unis  | Centre         |
| 187 | 7e   | Devin Didiomete | Canada      | Ailier gauche  |
| 209 | 7e   | Per Jonsson     | Suède       | Attaquant      |

### 2007
| No  | Tour | Nom             | Nationalité | Position      |
| --- | ---- | --------------- | ----------- | ------------- |
| 24  | 1er  | Mikael Backlund | Suède       | Centre        |
| 70  | 3e   | John Negrin     | Canada      | Défenseur     |
| 116 | 4e   | Keith Aulie     | Canada      | Défenseur     |
| 143 | 5e   | Mickey Renaud   | Canada      | Centre        |
| 186 | 7e   | C.J. Severyn    | États-Unis  | Ailier gauche |

### 2008
| No  | Tour | Nom               | Nationalité | Position      |
| --- | ---- | ----------------- | ----------- | ------------- |
| 25  | 1er  | Greg Nemisz       | Canada      | Centre        |
| 48  | 2e   | Mitch Wahl        | États-Unis  | Centre        |
| 78  | 3e   | Lance Bouma       | Canada      | Centre        |
| 108 | 4e   | Nicholas Larson   | États-Unis  | Ailier gauche |
| 114 | 4e   | T. J. Brodie      | Canada      | Défenseur     |
| 168 | 6e   | Ryley Grantham    | Canada      | Centre        |
| 198 | 7e   | Alexander Deilert | Suède       | Défenseur     |

### 2009
| No  | Tour | Nom              | Nationalité | Position       |
| --- | ---- | ---------------- | ----------- | -------------- |
| 23  | 1er  | Tim Erixon       | États-Unis  | Défenseur      |
| 74  | 3e   | Ryan Howse       | Canada      | Ailier gauche  |
| 111 | 4e   | Henrik Björklund | Suède       | Ailier droit   |
| 141 | 5e   | Spencer Bennett  | Canada      | Ailier gauche  |
| 171 | 6e   | Joni Ortio       | Finlande    | Gardien de but |
| 201 | 7e   | Gaelan Patterson | Canada      | Centre         |

### 2010
| No  | Tour | Nom              | Nationalité | Position      |
| --- | ---- | ---------------- | ----------- | ------------- |
| 64  | 3e   | Maxwell Reinhart | Canada      | Centre        |
| 73  | 3e   | Joey Leach       | Canada      | Défenseur     |
| 103 | 4e   | John Ramage      | Canada      | Défenseur     |
| 108 | 4e   | Bill Arnold      | États-Unis  | Centre        |
| 133 | 5e   | Michael Ferland  | Canada      | Ailier gauche |
| 193 | 7e   | Patrick Holland  | Canada      | Ailier droit  |

### 2011
| No  | Tour | Nom               | Nationalité | Position       |
| --- | ---- | ----------------- | ----------- | -------------- |
| 13  | 1er  | Sven Bärtschi     | Suisse      | Ailier gauche  |
| 45  | 2e   | Markus Granlund   | Finlande    | Centre         |
| 57  | 2e   | Tyler Wotherspoon | Canada      | Défenseur      |
| 104 | 4e   | John Gaudreau     | États-Unis  | Ailier gauche  |
| 164 | 6e   | Laurent Brossoit  | Canada      | Gardien de but |

### 2012
| No  | Tour | Nom             | Nationalité | Position       |
| --- | ---- | --------------- | ----------- | -------------- |
| 21  | 1er  | Mark Jankowski  | Canada      | Centre         |
| 42  | 2e   | Patrick Sieloff | États-Unis  | Défenseur      |
| 75  | 3e   | Jon Gillies     | États-Unis  | Gardien de but |
| 105 | 4e   | Brett Kulak     | Canada      | Défenseur      |
| 124 | 5e   | Ryan Culkin     | Canada      | Défenseur      |
| 165 | 6e   | Coda Gordon     | Canada      | Ailier gauche  |
| 186 | 7e   | Matthew Deblouw | États-Unis  | Centre         |

### 2013
| No  | Tour | Nom             | Nationalité | Position      |
| --- | ---- | --------------- | ----------- | ------------- |
| 6   | 1er  | Sean Monahan    | Canada      | Centre        |
| 22  | 1er  | Émile Poirier   | Canada      | Ailier gauche |
| 28  | 1er  | Morgan Klimchuk | Canada      | Ailier gauche |
| 67  | 3e   | Keegan Kanzig   | Canada      | Défenseur     |
| 135 | 5e   | Eric Roy        | Canada      | Défenseur     |
| 157 | 6e   | Tim Harrison    | États-Unis  | Ailier droit  |
| 187 | 7e   | Rouchan Rafikov | Russie      | Défenseur     |
| 198 | 7e   | John Gilmour    | Canada      | Défenseur     |

### 2014
| No  | Tour | Nom                 | Nationalité | Position       |
| --- | ---- | ------------------- | ----------- | -------------- |
| 4   | 1er  | Sam Bennett         | Canada      | Centre         |
| 34  | 2e   | Mason McDonald      | Canada      | Gardien de but |
| 54  | 2e   | Hunter Smith        | Canada      | Ailier droit   |
| 64  | 3e   | Brandon Hickey      | Canada      | Défenseur      |
| 175 | 6e   | Adam Ollas Mattsson | Suède       | Défenseur      |
| 184 | 7e   | Austin Carroll      | Canada      | Ailier droit   |

### 2015
| No  | Tour | Nom               | Nationalité | Position      |
| --- | ---- | ----------------- | ----------- | ------------- |
| 53  | 2e   | Rasmus Andersson  | Suède       | Défenseur     |
| 60  | 2e   | Oliver Kylington  | Suède       | Défenseur     |
| 136 | 5e   | Pavel Karnaoukhov | Biélorussie | Ailier gauche |
| 166 | 6e   | Andrew Mangiapane | Canada      | Ailier gauche |
| 196 | 7e   | Riley Bruce       | Canada      | Défenseur     |

### 2016
| No  | Tour | Nom              | Nationalité | Position       |
| --- | ---- | ---------------- | ----------- | -------------- |
| 6   | 1er  | Matthew Tkachuk  | États-Unis  | Ailier gauche  |
| 54  | 2e   | Tyler Parsons    | États-Unis  | Gardien de but |
| 56  | 2e   | Dillon Dubé      | Canada      | Centre         |
| 66  | 3e   | Adam Fox         | États-Unis  | Défenseur      |
| 96  | 4e   | Linus Lindstrom  | Suède       | Centre         |
| 126 | 5e   | Mitchell Mattson | États-Unis  | Centre         |
| 156 | 6e   | Eetu Tuulola     | Finlande    | Ailier droit   |
| 166 | 6e   | Matthew Phillips | Canada      | Centre         |
| 186 | 7e   | Stepan Falkovsky | Biélorussie | Défenseur      |

### 2017
| No  | Tour | Nom               | Nationalité | Position      |
| --- | ---- | ----------------- | ----------- | ------------- |
| 16  | 1er  | Juuso Välimäki    | Finlande    | Défenseur     |
| 109 | 4e   | Adam Růžička      | Slovaquie   | Centre        |
| 140 | 5e   | Zach Fischer      | Canada      | Ailier droit  |
| 171 | 6e   | D'Artagnan Joly   | Canada      | Ailier droit  |
| 202 | 7e   | Filip Sveningsson | Suède       | Ailier gauche |

### 2018
| No  | Tour | Nom                      | Nationalité | Position      |
| --- | ---- | ------------------------ | ----------- | ------------- |
| 105 | 4e   | Martin Pospíšil          | Slovaquie   | Centre        |
| 108 | 4e   | Demetrios Koumontzis     | États-Unis  | Ailier gauche |
| 122 | 4e   | Miloš Roman              | Slovaquie   | Centre        |
| 167 | 6e   | Mathias Emilio Pettersen | Norvège     | Centre        |
| 198 | 7e   | Dmitri Zavgorodny        | Russie      | Ailier gauche |

### 2019
| No  | Tour | Nom             | Nationalité | Position       |
| --- | ---- | --------------- | ----------- | -------------- |
| 26  | 1er  | Jakob Pelletier | Canada      | Ailier gauche  |
| 88  | 3e   | Ilia Nikolaïev  | Russie      | Centre         |
| 116 | 4e   | Lucas Feuk      | Suède       | Ailier gauche  |
| 150 | 5e   | Josh Nodler     | États-Unis  | Centre         |
| 214 | 7e   | Dustin Wolf     | États-Unis  | Gardien de but |

### 2020
| No  | Tour | Nom                | Nationalité | Position       |
| --- | ---- | ------------------ | ----------- | -------------- |
| 24  | 1er  | Connor Zary        | Canada      | Centre         |
| 50  | 2e   | Ian Kouznetsov     | Russie      | Défenseur      |
| 72  | 3e   | Jérémie Poirier    | Canada      | Défenseur      |
| 80  | 3e   | Jake Boltmann      | États-Unis  | Défenseur      |
| 96  | 4e   | Daniil Tchetchelev | Russie      | Gardien de but |
| 143 | 5e   | Ryan Francis       | Canada      | Ailier droit   |
| 174 | 6e   | Rory Kerins        | Canada      | Centre         |
| 205 | 7e   | Ilia Salauïou      | Biélorussie | Défenseur      |

### 2021
| No  | Tour | Nom               | Nationalité | Position       |
| --- | ---- | ----------------- | ----------- | -------------- |
| 13  | 1er  | Matthew Coronato  | États-Unis  | Ailier droit   |
| 45  | 2e   | William Strömgren | Suède       | Ailier gauche  |
| 77  | 3e   | Cole Huckins      | Canada      | Centre         |
| 89  | 3e   | Cameron Whynot    | Canada      | Défenseur      |
| 141 | 5e   | Cole Jordan       | Canada      | Défenseur      |
| 168 | 6e   | Jack Beck         | Canada      | Ailier droit   |
| 173 | 6e   | Lucas Ciona       | Canada      | Ailier gauche  |
| 205 | 7e   | Arseni Sergueïev  | Russie      | Gardien de but |

### 2022
| No  | Tour | Nom          | Nationalité | Position      |
| --- | ---- | ------------ | ----------- | ------------- |
| 59  | 2e   | Topi Rönni   | Finlande    | Centre        |
| 155 | 5e   | Parker Bell  | Canada      | Ailier gauche |
| 219 | 7e   | Cade Littler | États-Unis  | Centre        |

### 2023
| No  | Tour | Nom            | Nationalité | Position       |
| --- | ---- | -------------- | ----------- | -------------- |
| 16  | 1er  | Samuel Honzek  | Slovaquie   | Ailier gauche  |
| 48  | 2e   | Étienne Morin  | Canada      | Défenseur      |
| 80  | 3e   | Aïdar Souniev  | Russie      | Ailier gauche  |
| 112 | 4e   | Jaden Lipinski | États-Unis  | Centre         |
| 176 | 6e   | Iegor Iegorov  | Russie      | Gardien de but |
| 208 | 7e   | Axel Hurtig    | Suède       | Défenseur      |

### 2024
| No  | Tour | Nom              | Nationalité | Position       |
| --- | ---- | ---------------- | ----------- | -------------- |
| 9   | 1er  | Zayne Parekh     | Canada      | Défenseur      |
| 28  | 1er  | Matveï Gridine   | Russie      | Ailier droit   |
| 41  | 2e   | Andrew Basha     | Canada      | Ailier gauche  |
| 62  | 2e   | Jacob Battaglia  | Canada      | Ailier droit   |
| 74  | 3e   | Henry Mews       | Canada      | Défenseur      |
| 84  | 3e   | Kirill Zaroubine | Russie      | Gardien de but |
| 106 | 4e   | Trevor Hoskin    | Canada      | Centre         |
| 150 | 5e   | Luke Misa        | Canada      | Centre         |
| 170 | 6e   | Hunter Laing     | Canada      | Centre         |
| 177 | 6e   | Eric Jamieson    | Canada      | Défenseur      |

### 2025
| No  | Tour | Nom              | Nationalité | Position      |
| --- | ---- | ---------------- | ----------- | ------------- |
| 18  | 1er  | Cole Reschny     | Canada      | Centre        |
| 32  | 1er  | Cullen Potter    | États-Unis  | Centre        |
| 54  | 2e   | Theo Stockselius | Suède       | Centre        |
| 80  | 3e   | Maceo Phillips   | États-Unis  | Défenseur     |
| 144 | 5e   | Ethan Wyttenbach | États-Unis  | Ailier gauche |
| 176 | 6e   | Aidan Lane       | Canada      | Ailier droit  |
| 208 | 7e   | Jakob Leander    | Suède       | Défenseur     |
| 211 | 7e   | Yan Matveiko     | Russie      | Centre        |